# Loại Ta Nam
Bãi Loại Ta Nam (tiếng Anh: Loaita Nan) là một rạn san hô "nửa nổi nửa chìm" (cạn nước khi thủy triều thấp) thuộc cụm Loại Ta của quần đảo Trường Sa. Nằm cách rạn san hô chứa đảo Loại Ta Tây khoảng 0,8 hải lý (1,5 km) về phía tây nam, rạn san hô Loại Ta Nam có chiều dài theo trục đông bắc-tây nam khoảng 1,75 hải lý (3,2 km), chiều rộng khoảng 1 hải lý với tổng diện tích là 2,3 km². Tại đây có một xác tàu đắm.
Bãi Loại Ta Nam là đối tượng tranh chấp giữa Việt Nam, Đài Loan, Philippines và Trung Quốc. Hiện chưa rõ nước nào đang thực sự kiểm soát rạn san hô này.

## Hình ảnh
| đá An Nhơn Bắc đá An Nhơn đá An Nhơn Nam đá Sa Huỳnh đảo Loại Ta đảo Loại Ta Tây bãi Loại Ta Nam đá An Lão bãi Đường đảo Bến Lạc đá Cá Nhám đá Tân Châu Vị trí của đảo Loại Ta Tây và các thực thể của Cụm Loại Ta (nguồn ảnh: NASA). |